# 常葉町
常葉町（ときわまち）は、福島県田村郡に置かれていた町。現在の田村市常葉町地区。

## 地理
- 山：檜山、鎌倉岳、尖盛、仙台平、中平、殿上山、鳶ノ巣、鳴子山、高森、大平山、羽山岳、愛宕山
- 河川：大滝根川、檜山川

### 隣接自治体
- 田村郡
  - 滝根町
  - 大越町
  - 都路村
  - 船引町
- 双葉郡
  - 川内村

## 歴史

### 年表
- 1889年（明治22年）4月1日 - 町村制施行により常葉村、山根村が発足。
- 1898年（明治31年）7月6日 - 常葉村が町制を敷き、常葉町となる。
- 1955年（昭和30年）2月1日 - 旧・常葉町、山根村が合併し、新・常葉町が発足。
- 1956年（昭和31年）4月17日 - 中町の住宅から出火して延焼。中心部の住宅254戸などが全焼したほか、山火事となり19.8haが焼失した[1]。
- 1959年（昭和34年）8月1日 - 旧山根村域、大字早稲川の一部が大越町へ編入。
- 1970年（昭和45年）4月1日 - 国道288号が制定。
- 2005年（平成17年）3月1日 - 大越町、滝根町、都路村、船引町と合併し、田村市となる。

### 行政区域変遷
- 変遷の年表

| 常葉町町域の変遷（年表） | 常葉町町域の変遷（年表） | 常葉町町域の変遷（年表） |
| 年                       | 月日                     | 旧常葉町町域に関連する行政区域変遷 |
| ------------------------ | ------------------------ | --- |
| 1889年（明治22年）       | 4月1日                   | 町村制施行により、以下の村が発足。 - 常葉村 ← 常葉村・久保村・新田作村・西向村・鹿山村 - 山根村 ← 関本村・小檜山村・堀田村・早稲川村・山根村 |
| 1898年（明治31年）       | 7月1日                   | 常葉村は町制施行し常葉町となる。 |
| 1955年（昭和30年）       | 2月1日                   | 山根村は常葉町と合併し常葉町が発足。 |
| 1956年（昭和31年）       |                          | 常葉町の一部（早稲川の一部）は大越町に編入。                                                                                                 |
| 2005年（平成17年）       | 3月1日                   | 常葉町は大越町・滝根町・船引町・都路村とともに合併し田村市が発足。常葉町は消滅。                                                             |

- 変遷表

| 常葉町町域の変遷表 | 常葉町町域の変遷表    | 常葉町町域の変遷表 | 常葉町町域の変遷表  | 常葉町町域の変遷表    | 常葉町町域の変遷表    | 常葉町町域の変遷表 |
| 1868年 以前        | 1868年 以前           | 明治22年 4月1日    | 明治22年 - 昭和19年 | 昭和20年 - 昭和64年   | 平成元年 - 現在       | 現在               |
| ------------------ | --------------------- | ------------------ | ------------------- | --------------------- | --------------------- | ------------------ |
|                    | 常葉村                | 常葉村             | 明治31年7月1日 町制 | 昭和30年2月1日 常葉町 | 平成17年3月1日 田村市 | 田村市             |
|                    | 久保村                | 常葉村             | 明治31年7月1日 町制 | 昭和30年2月1日 常葉町 | 平成17年3月1日 田村市 | 田村市             |
|                    | 新田作村              | 常葉村             | 明治31年7月1日 町制 | 昭和30年2月1日 常葉町 | 平成17年3月1日 田村市 | 田村市             |
|                    | 西向村                | 常葉村             | 明治31年7月1日 町制 | 昭和30年2月1日 常葉町 | 平成17年3月1日 田村市 | 田村市             |
|                    | 鹿山村                | 常葉村             | 明治31年7月1日 町制 | 昭和30年2月1日 常葉町 | 平成17年3月1日 田村市 | 田村市             |
|                    | 関本村                | 山根村             | 山根村              | 昭和30年2月1日 常葉町 | 平成17年3月1日 田村市 | 田村市             |
|                    | 小檜山村              | 山根村             | 山根村              | 昭和30年2月1日 常葉町 | 平成17年3月1日 田村市 | 田村市             |
|                    | 堀田村                | 山根村             | 山根村              | 昭和30年2月1日 常葉町 | 平成17年3月1日 田村市 | 田村市             |
|                    | 山根村                | 山根村             | 山根村              | 昭和30年2月1日 常葉町 | 平成17年3月1日 田村市 | 田村市             |
|                    | 早稲川村              | 山根村             | 山根村              | 昭和30年2月1日 常葉町 | 平成17年3月1日 田村市 | 田村市             |
|                    | 昭和31年 大越町に編入 | 山根村             | 山根村              |                       | 平成17年3月1日 田村市 | 田村市             |

## 姉妹都市
- 中野区（東京都）

## 地域

### 教育
- 常葉町立常葉中学校
- 常葉町立常葉小学校
- 常葉町立西向小学校
- 常葉町立関本小学校
- 常葉町立山根小学校

## 交通

### 鉄道
町内を鉄道路線は通っていないが、東日本旅客鉄道（JR東日本）磐越東線の磐城常葉駅が最寄り駅。

### 道路
- 一般国道
  - 国道288号
- 一般県道
  - 福島県道112号富岡大越線
  - 福島県道113号常葉芦沢線
  - 福島県道119号本宮常葉線
  - 福島県道154号常葉野川線
  - 福島県道302号柳渡戸常葉線
  - 福島県道364号上移常葉線
  - 福島県道381号あぶくま洞都路線

### 路線バス
- 福島交通